# Marcel Azzola
Marcel Azzola (Ménilmontant, 10 luglio 1927 – Poissy, 21 gennaio 2019) è stato un fisarmonicista francese.
Nel corso della sua carriera ha suonato con Stan Getz e Jacques Brel, tra gli altri. La famosa frase "Chauffe, Marcel!" ("Scaldati, Marcel") nella canzone di Brel "Vésoul" si riferisce ad Azzola, che suonò la fisarmonica in fase di registrazione.

## Biografia
Marcel Azzola nacque a Parigi nel 1927 da genitori italiani: suo padre, Giuseppe (un muratore, 1896–1978) e sua madre, Angelina (1901–2002) provenivano entrambi da Pradalunga, un piccolo paese vicino a Bergamo. Marcel ebbe due sorelle maggiori e due sorelle minori. I suoi genitori si trasferirono in Francia nel 1922, quando dopo la fine della prima guerra mondiale esiliarono per sfuggire all'arruolamento nelle camicie nere di Mussolini.
Suo padre era un maestro d'orchestra di mandolini in Italia e Marcel, come due delle sue sorelle, imparò da piccolo a suonare il violino. Abbandonò tuttavia lo strumento dopo un anno. Nel 1936 iniziò a suonare la fisarmonica. A quel tempo, questo strumento veniva soprattutto suonato il sabato sera, nei caffè parigini, in modo che gli artisti potessero guadagnarsi da vivere, e probabilmente questo fu uno dei motivi per cui Azzola virò verso la fisarmonica. Sei mesi dopo, iniziò le lezioni con il maestro Paul Saive, che precedentemente era stato insegnante di musica di Jo Privat, ma subito dopo, Azzola iniziò invece a prendere lezioni da Attilio Bonhommi. Iniziò ad accompagnare Bonhommi durante i suoi concerti jazz, prima come percussionista e poi come fisarmonicista.
Ad appena 11 anni, terminati gli studi primari, Azzola diventò fisarmonicista professionista. Nel 1939 vinse il primo premio nella categoria juniores al Concours de Suresnes. Allo scoppio della seconda guerra mondiale, l'artista si trasferì con Bonhommi a Draillant nella Alpi francesi. Solo suo padre Giuseppe rimase nella casa di Pantin. Dopo un anno la famiglia tornò a Parigi e Azzola iniziò a prendere lezioni da Médard Ferrero. Allo stesso tempo, lavorò per mantenersi come fisarmonicista all'interno di molti bar della capitale francese. Azzola divenne anche amico di Geo Daly, allora ancora un fisarmonicista ma in seguito principalmente un suonatore di vibrafono. Daly lo introdusse al jazz americano contemporaneo; la maggior parte dell'educazione di Azzola fino a quel momento si era concentrata invece sulla musica classica, sulla musette e chanson francesi.
Dopo la liberazione del paese nel 1944, Azzola continuò a lavorare nei bar e per organizzazioni come la sede americana della Croce Rossa in Francia. Imparò a suonare il bandoneon da autodidatta. Nel 1946 viaggiò per la Germania per sei mesi suonando per i soldati americani.
Negli anni '50 registrò le sue prime canzoni per la Barclay e iniziò a collaborare con alcuni dei più grandi nomi della chanson francese, tra cui Jacques Brel, Barbara, Yves Montand, Boris Vian, Edith Piaf, Gilbert Bécaud e Juliette Gréco.
Accompagnò Jacques Brel nei suoi ultimi tre album. Durante la registrazione del brano Vesoul, Brel eccitato e stupito dall'improvvisazione fatta da Marcel Azzola, urlerà la famosa frase "Chauffe Marcel, chauffe!". L'espressione, lanciata nel mezzo della registrazione della canzone, entrò nel linguaggio quotidiano.
Suonò e registrò con i musicisti jazz Stéphane Grappelli e Toots Thielemans. Suonò in alcune colonne sonore: in più film di Jacques Tati tra cui Mon Oncle e Playtime, Il giudice e l'assassino di Bertrand Tavernier e L'Emmerdeur di Édouard Molinaro. 
Nel 1979 suonò per la colonna sonora del film La grande truffa del rock'n'roll, dei Sex Pistols.
Si dedicò anche all'insegnamento, insegnando musica all'Ecole de Musique d'Orsay per più di 20 anni. Fu nominato comandante (il grado più alto) nell'Ordine delle Arti e delle Lettere.

## Vita privata
Azzola si sposò da giovane con Jacqueline, che purtroppo morì in giovane età. I due ebbero una figlia. Azzola è morto il 21 gennaio 2019 presso l'ospedale di Poissy, a seguito di un arresto cardiaco avvenuto nella sua residenza di Villennes-sur-Seine (Yvelines), dove è sepolto, e dove viveva con la sua compagna Lina Bossati.

## Discografia
- Ball Musette (Polydor, 1959)
- Gipsy Waltz (EmArcy, 1989)
- L'Accordeoniste: Homage to Piaf (Polygram, 1995)
- Et Ca Tournait: Anthologie du Musette (Sony, 2000)
- Jazzola (Black &amp; Blue, 2002)
- Le Meilleurs (Disky, 2002)
- 3 Temps Pour Bien Faire (Le Chant du Monde, 2005)
- Adios Muchachos (Intense, 2006)
- Les Grands Standards, vol. 1 (Universal, 2006)
- Les Grands Standards, vol. 2 (Universal, 2006)
- Musique a La Mode (Universal, 2007)
- Vignola Reunion Trio (Nel Jazz, 1999)
- Accordeon Seduction (Wagram, 2010)
- La Cumparsita (Sound and Vision, 2012)
- Les Archives de l'Accordéon (Marianne Melodie/Multiwaves, 2010)
- Vive le Musette (Parlophone, 2013)[7]

Con Stan Getz
- Mort d'un Pourri (Melba, 1977)